# Altro
Altro — двадцать второй студийный альбом итальянской певицы Мины, выпущенный в 1972 году на лейбле PDU.
Изначально издавался вместе с концертным альбомом Dalla Bussola, по системе 1+1, это была первая пара таких альбомов в дискографии певицы. Двойной альбом занял десятое место в списке самых продаваемых альбомов за 1973 год.

## Список композиций
| №  | Название                                    | Автор(ы)                           | Длительность |
| -- | ------------------------------------------- | ---------------------------------- | ------------ |
| 1. | «Non ti riconosco più»                      | Мишель Анцоньо, Дарио Балдан Бембо | 4:10         |
| 2. | «I giorni dei falò (Long Ago and Far Away)» | Джорджо Калабрезе, Джеймс Тейлор   | 2:20         |
| 3. | «Ballata d’autunno (Balada de otoño)»       | Паоло Лимити, Жуан Мануэль Серрат  | 5:40         |
| 4. | «L’amore, forse… (Ao amigo Tom)»            | Джорджо Калабрезе, Маркус Валле    | 2:43         |
| 5. | «Volendo si può»                            | Вито Паллавичини, Джорджо Конте    | 3:20         |

| №  | Название                      | Автор(ы)                     | Длительность |
| -- | ----------------------------- | ---------------------------- | ------------ |
| 1. | «Fate piano»                  | Андреа Ло Веккьо, Шел Шапиро | 3:50         |
| 2. | «Rudy»                        | Гвидо Больцони               | 3:32         |
| 3. | «L’abitudine (Daddy’s dream)» | Бруно Лауци, Адриано Фаби    | 3:19         |
| 4. | «Amore mio»                   | Джина Бассо, Бруно Канфора   | 3:40         |
| 5. | «Ossessione ’70»              | Фаусто Чиглиано              | 3:45         |

## Чарты
| Чарт (1972–73)                                    | Высшая позиция | Недель в чарте |
| ------------------------------------------------- | -------------- | -------------- |
| Италия (Musica e dischi) · вместе с Dalla Bussola | 2              | 26             |

| Чарт (1973)                                       | Позиция |
| ------------------------------------------------- | ------- |
| Италия (Musica e dischi) · вместе с Dalla Bussola | 10      |